# سفارة زامبيا في مصر
سفارة زامبيا لدى مصر هي الممثلية الدبلوماسية العليا لدولة زامبيا لدى جمهورية مصر العربية. فيلا 302 شمال الشويفات من شارع التسعين الجنوبى,. التجمع الخامس- القاهرة الجديدة.، 

## السفارة
فيلا 302 شمال الشويفات من شارع التسعين الجنوبى,. التجمع الخامس- القاهرة الجديدة.

## اقرأ أيضا
- قائمة البعثات الديبلوماسية في مصر
- وزارة الخارجية المصرية
- قائمة رحلات عبد الفتاح السيسي الخارجية في الفترة الرئاسية الأولى
- قائمة رحلات عبد الفتاح السيسي الخارجية في الفترة الرئاسية الثانية
- قائمة رحلات عدلي منصور الرئاسية الخارجية